# Savooien op de Galapagos
Savooien op de Galapagos is het 250e stripverhaal van Jommeke. De reeks wordt getekend door Studio Jef Nys. Het album verscheen op 19 mei 2010. De uitgave van album 250 is een mijlpaal voor de reeks.

## Personages
In dit verhaal spelen de volgende personages mee:
- Jommeke, Flip, Filiberke, Annemieke en Rozemieke, Pekkie, Choco, Marie, Theofiel, Kwak

## Verhaal
Wanneer Teofiel al de hele dag met een vervelende "hik" rondloopt, besluit hij om zich naar de dokter te begeven. De dokter vertelt hem dat er bijkomend onderzoek nodig is. Hij stuurt Teofiel naar het ziekenhuis voor een fotosessie van zijn ribben. Intussen wordt er in de Antwerpse Zoo een menu gemaakt voor een schildpad, die ook geheel toevallig Teofiel heet. Nu blijkt de schildpad zijn lievelingskost, gedroogde savooibladeren, niet meer te willen eten. Er is iets mis mee. Voor een deftige diagnose te stellen, moet het beest naar het ziekenhuis gebracht worden voor foto's. Daar stelt men vast dat de schildpad, Teofiel, lijdt aan een fatale opeenstapeling van verschillende ouderdomskwalen. Hij is 175jaar. Teofiel is nog een geschenk geweest van een wereldvermaarde bioloog bij de opening van de zoo. Hij had een nadrukkelijke wens: Als voor het dier 't einde komt, moet het weer naar de Galapagoseilanden overgebracht worden, waar het zijn laatste dagen kan slijten. Gezien de ernst van de aandoeningen wordt er aangewezen het dier naar de Galapagoseilanden te brengen voor een dieet van gedroogde savooibladeren.
Nu bestaat het toeval dat de foto's van de ribben van Teofiel, de schildpad, verwisselt wordt met Teofiel, de vader van Jommeke. Teofiel krijgt het slechte nieuws te horen. Hij besluit om niet op te geven, en gaat een dieet volgen op de Galapagoseilanden op de hoop hij weer zal genezen. De oude schildpad wordt intussen terug naar de zoo gebracht. Hij heeft volgens de papieren enkel maar de hik. Het toeval bestaat dat Jommeke en zijn vrienden aanwezig zijn in de zoo. Ze vernemen het nieuws van de schildpad Teofiel, maar dat hij enkel de hik zou hebben. Terug thuis, ligt er een papiertje dat Teofiel ernstig ziek is, en naar de Galapagos is vertrokken voor een dieet. Jommeke achterhaalt het misverstand al vlug. Ze gaan door middel van de vliegende bol Teofiel achterna, met de schildpad aan boord, want hij is dusdanig wel ziek. Eens op het eiland wordt de schildpad al vlug beter. Hij vindt het leuk en herstelt spoedig. Ook Teofiel, de vader van Jommeke wordt alles duidelijk gemaakt. Hij is boos op de dokter en beledigt hem. Hij heeft ook nog steeds last van de hik. De dokter wordt op zijn beurt ook kwaad, en geeft Teofiel een stamp tegen zijn achterste, en wat blijkt? De hik is plots verdwenen. Teofiel en de dokter sluiten weer vrede.
Tot slot ontvangen Jommeke, Flip en Filiberke een erelidmaatschap en medaille van het Wereldnatuurfonds voor hun inzet in het redden van de oude schildpad Teofiel.

## Fouten
- Foutje in de lettering, namelijk op pagina 31 staat er schilpad terwijl het schildpad moet zijn.

## Achtergronden bij het verhaal
- Sven D'hondt werd de winnaar van een cover-tekenwedstrijd. Zijn zelfontworpen cover werd exclusief gedrukt met zijn omslagtekening.[1]
- Normaal zou album 250 op 5 mei verschijnen, daar door de cover-tekenwedstrijd is twee weken extra tijd uitgetrokken tot 19 mei 2010.
- Dit was het laatste album waar de overleden geestelijke vader Jef Nys nog aan heeft meegewerkt.
- In dit verhaal krijgt de Antwerpse Zoo een belangrijke rol. Ook in album 47, Diamanten in de zoo is dit een belangrijke locatie.
- In het album Neuzen bij de vleet heeft Teofiel kennelijk minder problemen met savooien.
- Het beeldje van het olifantje voor de inkom van de zoo verwijst naar Kai-Mook.
- Er is een vermelding van de nervus phrenicus. Een zenuw die betrokken is bij het verschijnsel 'hik'.
- De eerste druk werd uitgebracht in een 3D-cover, een feestcover voor het 250e album. Daarnaast was er ook een wedstrijd uitgeschreven waarbij men een cover voor het album mocht ontwerpen, albums met deze cover kwamen in beperkte oplage uit.[2]
- Professor Gobelijn, Anatool en Boemel zijn aanwezig op de 3D-cover, ze doen wel niet mee in het verhaal. De volgende drukken worden in een reguliere cover herdrukt waar dit weggelaten zal worden.